# Twierdzenie Słuckiego
Twierdzenie Słuckiego – w teorii prawdopodobieństwa, twierdzenie o zachowywaniu własności algebraicznych przez granice par ciągów zmiennych losowych z których pierwszy jest zbieżny według rozkładu a drugi zbieżny według prawdopodbieństwa do pewnej stałej. Twierdzenie udowodnione w 1925 przez rosyjskiego matematyka, Jewgienija Słuckiego; przypisywane także Cramérowi.

## Twierdzenie
Niech {\displaystyle (X_{n})_{n=1}^{\infty },(Y_{n})_{n=1}^{\infty }} będą ciągami rzeczywistych zmiennych losowych określonych na wspólnej przestrzeni probabilistycznej. Jeżeli
- ciąg {\displaystyle (X_{n})_{n=1}^{\infty }} jest zbieżny według rozkładu do pewnej zmiennej losowej {\displaystyle X} (symbolicznie {\displaystyle X_{n}{\stackrel {d}{\longrightarrow }}X}),
- ciąg {\displaystyle (Y_{n})_{n=1}^{\infty }} jest zbieżny według prawdopodobieństwa do pewnej stałej {\displaystyle c} (symbolicznie {\displaystyle Y_{n}{\stackrel {p}{\longrightarrow }}c}),

to
- {\displaystyle X_{n}+Y_{n}{\stackrel {d}{\longrightarrow }}X+c.}
- {\displaystyle X_{n}\cdot Y_{n}{\stackrel {d}{\longrightarrow }}c\cdot X,}

oraz w przypadku {\displaystyle c\neq 0}
- {\displaystyle X_{n}Y_{n}^{-1}{\stackrel {d}{\longrightarrow }}X\cdot c^{-1}}[3].